# U-Bahn-Station Schlachthausgasse

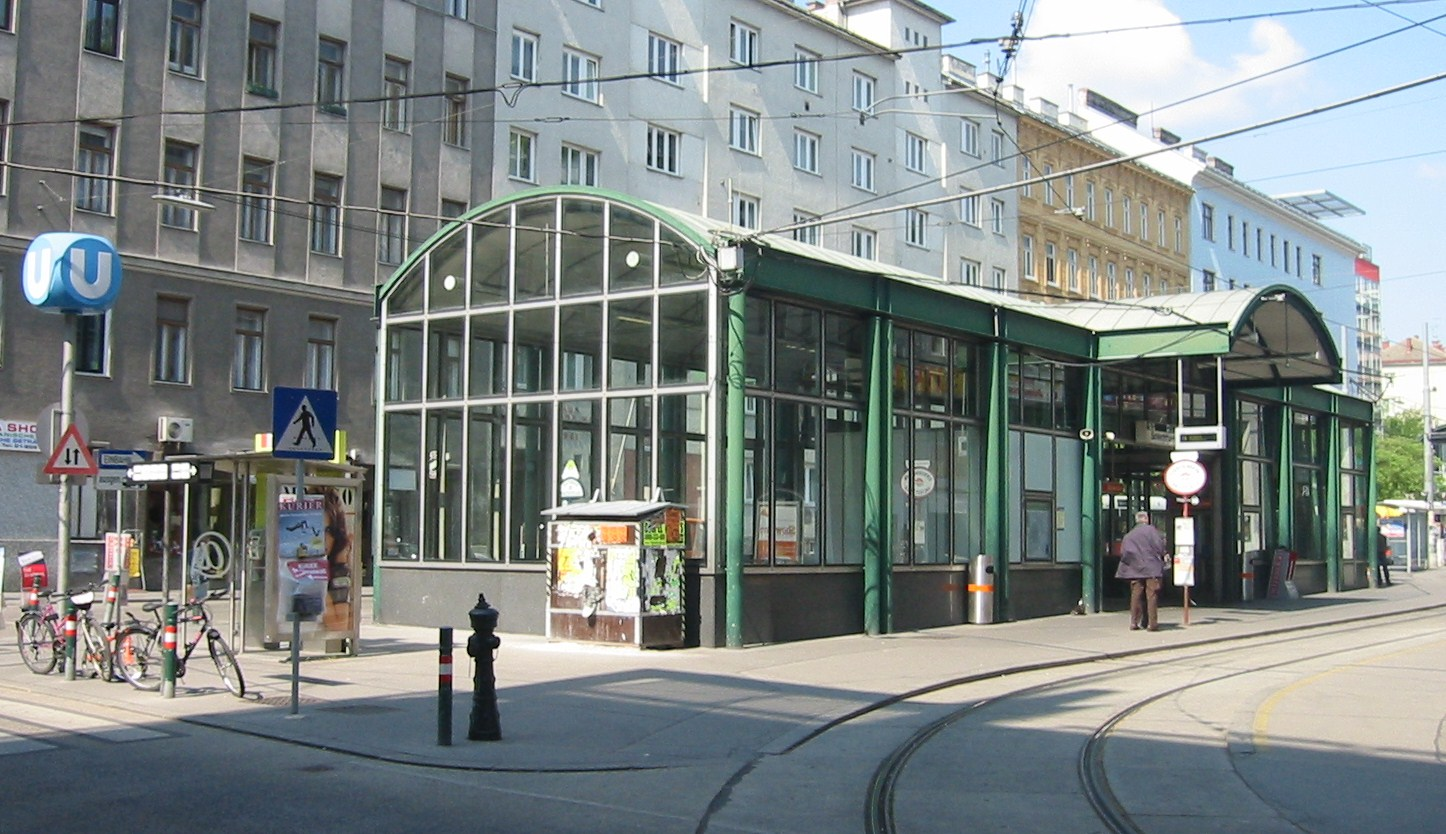
Aufnahmegebäude in der Markhofgasse

Die U-Bahn-Station Schlachthausgasse ist eine Station der Wiener U-Bahn-Linie U3. Sie befindet sich im 3. Wiener Gemeindebezirk Landstraße unter der Markhofgasse und dem Alfred-Dallinger-Platz. Die namensgebende Schlachthausgasse, heute eine wichtige Nebendurchzugsstraße des 3. Bezirks, deren Name sich von den einstmals nahegelegenen Schlachthöfen in Sankt Marx ableitet, verläuft an der Oberfläche über der Station quer zu den Gleisen. Eröffnet wurde die Station am 6. April 1991 mit dem ersten Teilstück der U3.
Die zweigleisige Station verfügt über einen Mittelbahnsteig und Ausgänge an beiden Bahnsteigenden. Der stadteinwärts gelegene Ausgang ist mit festen Stiegen und einem Aufzug ausgestattet. Das dortige Aufnahmegebäude besitzt Ausgänge zur Schlachthausgasse und zum Hainburger Weg, die aufgrund der Gegebenheiten des dortigen Geländes übereinander angeordnet und außerhalb der Station durch eine Freitreppe verbunden sind. Der östliche Ausgang zur Markhofgasse verfügt neben einer Festtreppe und einem Aufzug auch über eine Rolltreppe.
Vor dem Aufnahmegebäude in der Markhofgasse befinden sich die östliche Endstation der Straßenbahnlinie 18 und die Haltestellen der Autobuslinie 77A. Die Linie 80A hält in Richtung Praterstern in der Schlachthausgasse, in Richtung Neu Marx in der Würtzlerstraße. Eine Sehenswürdigkeit in der Nähe ist das Verkehrsmuseum Remise.

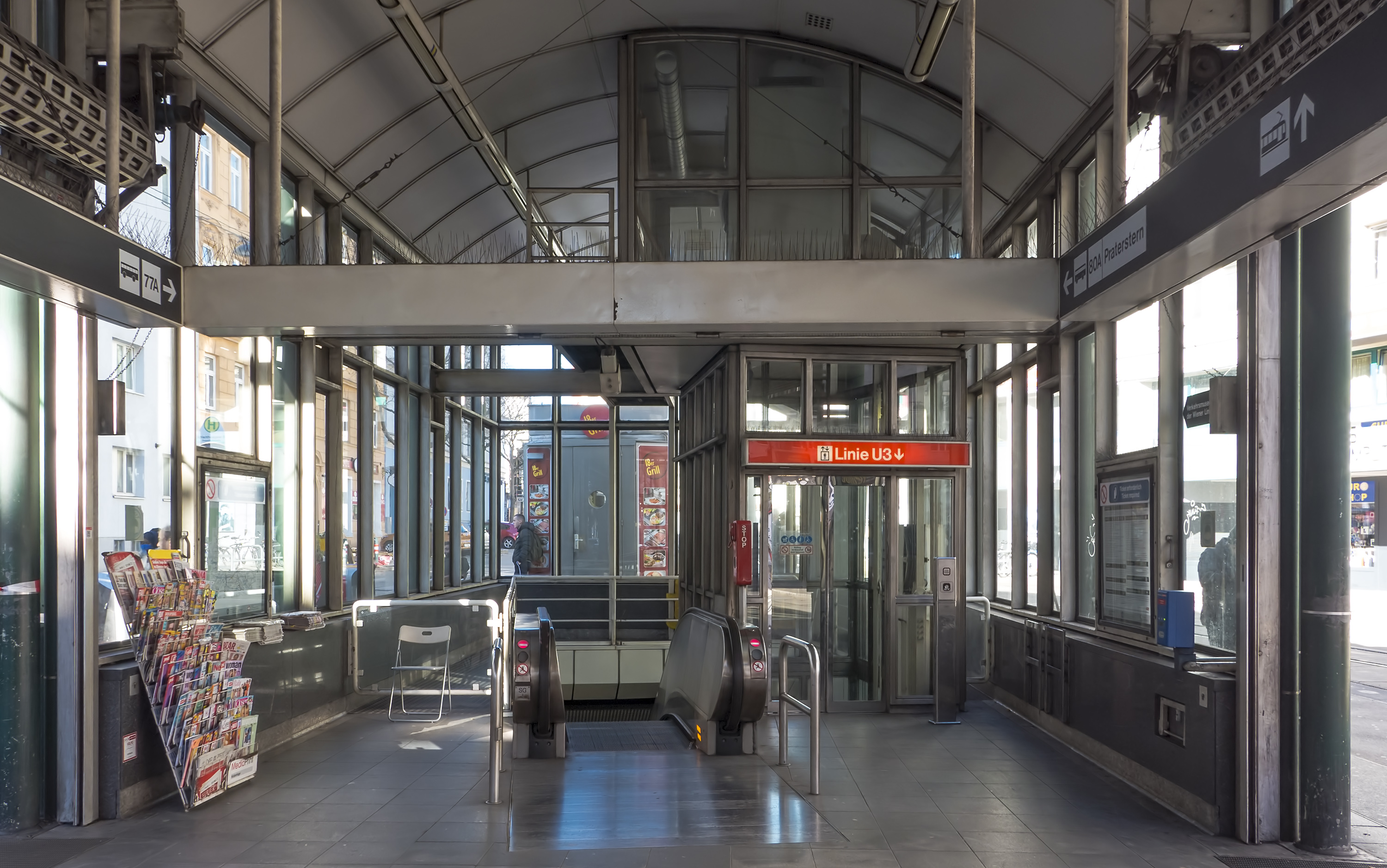
Im Aufnahmegebäude
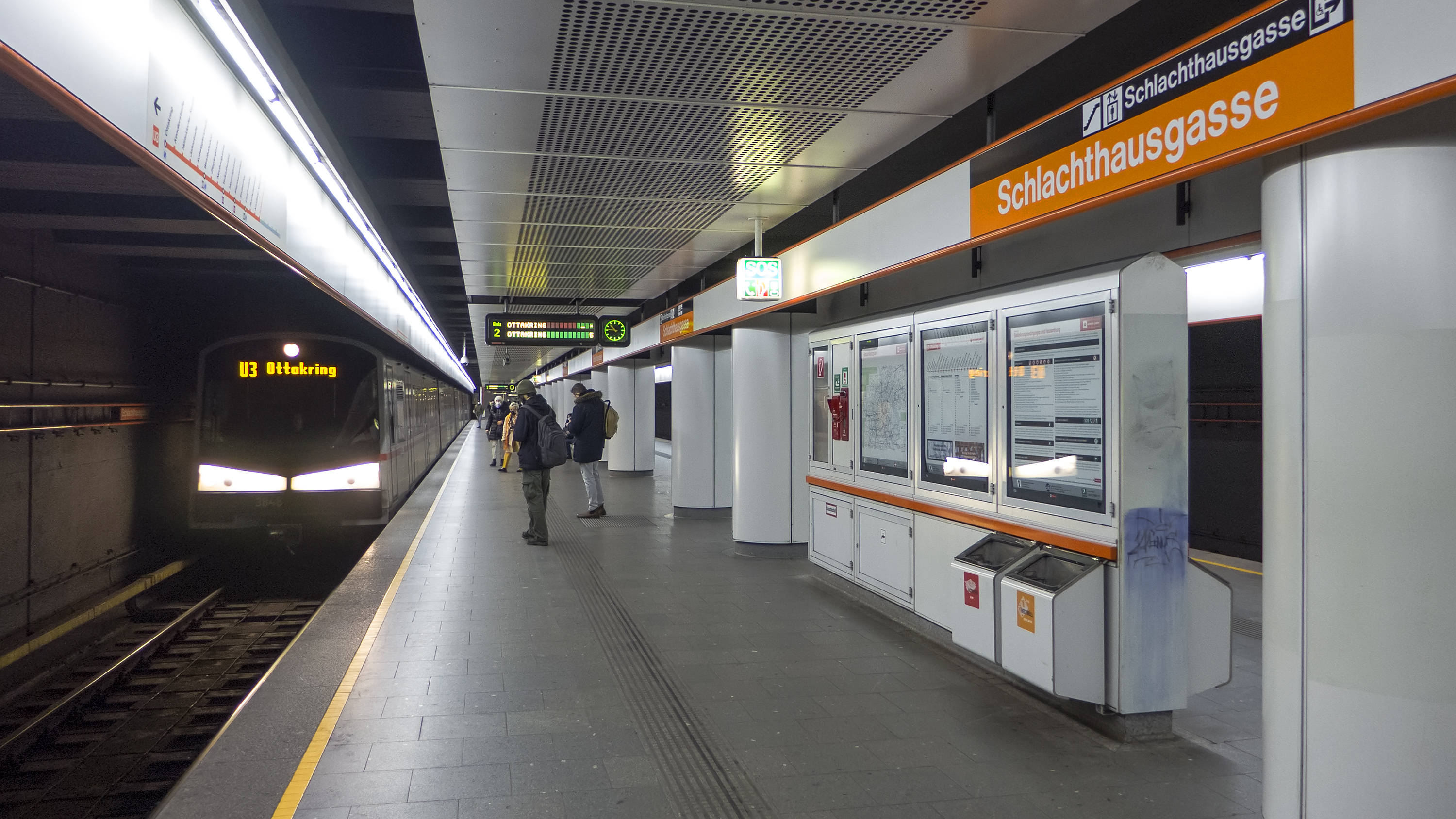
Bahnsteig der Station
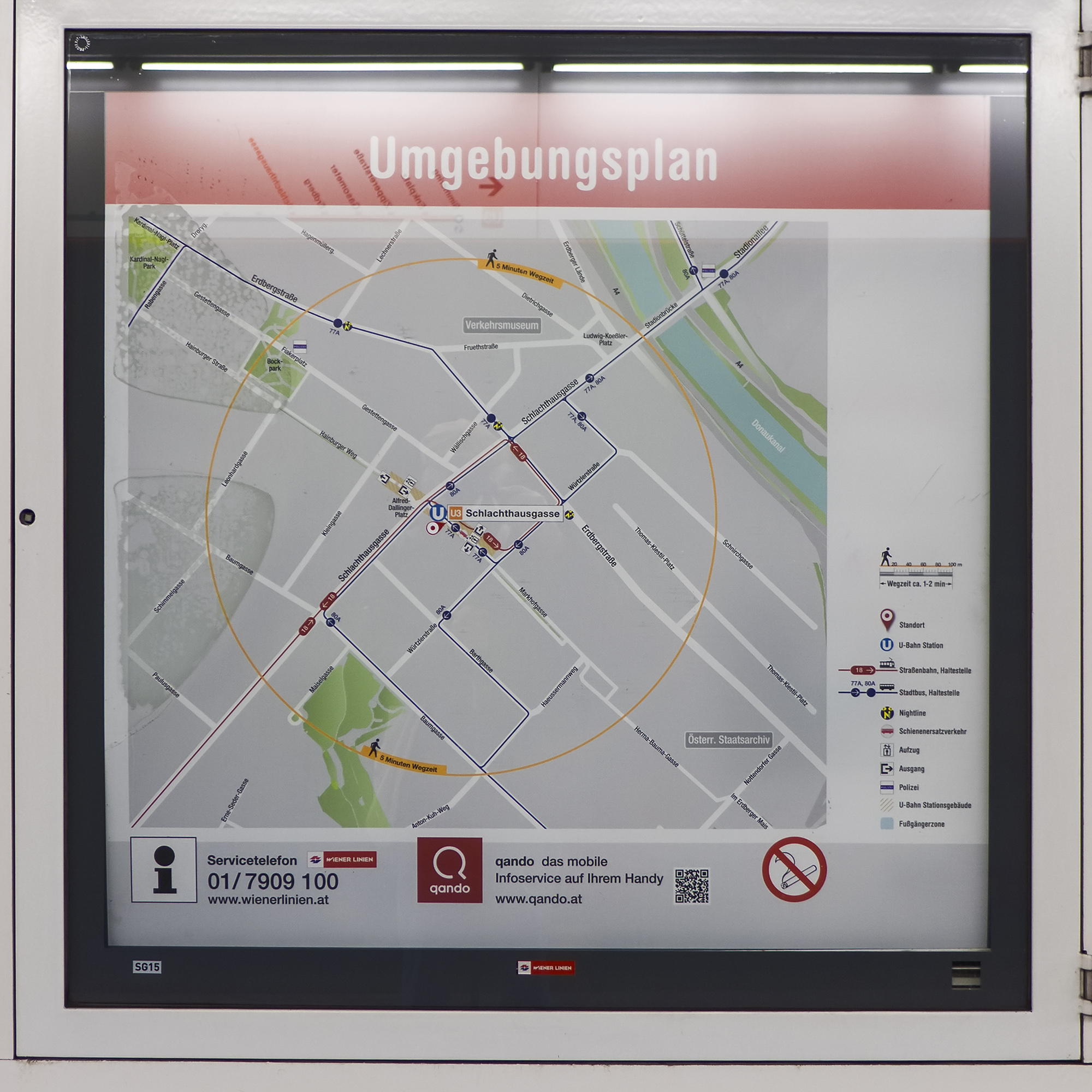
Umgebungsplan

## Weblink
| Vorherige Station               | U-Bahn Wien | Nächste Station     |
| ------------------------------- | ----------- | ------------------- |
| Kardinal-Nagl-Platz ← Ottakring | U3          | Erdberg Simmering → |